# Barranc de Puiverd
El barranc de Puiverd, o de Puigverd, és un barranc del terme municipal de Tremp, dins de l'antic terme de Fígols de Tremp, que es transforma en el barranc de Palau en el seu tram final, més avall dels 587,5 m. alt., al Pla de Nascala.
Es forma en els vessants orientals del Montllobar, des d'on davalla cap a llevant, fent algunes inflexions cap al nord-est. Passa a ran i al nord del poble de Puigverd, i al cap de poc arriba al Pla de Nascala, on es transforma en el barranc de Palau.